# Blondinka za uglom
Blondinka za uglom (Блондинка за углом) è un film del 1984 diretto da Vladimir Bortko.

## Trama
Il film racconta di un astrofisico che diventa un caricatore, si innamora di una commessa e si ritrova in mezzo a persone a lui estranee.